# Araneus praedatus
Araneus praedatus este o specie de păianjeni din genul Araneus, familia Araneidae. A fost descrisă pentru prima dată de O. P.-cambridge, 1885. Conform Catalogue of Life specia Araneus praedatus nu are subspecii cunoscute.